# Илос-Данлоов синдром
Илос-Данлоов синдром је наследни поремећај синтезе колагена, непознатог узрока.
Производе се колагена влакна која су дефектна, а и сам ниво производње је смањен. Колаген је протеин који даје чврстину кожи и лигаментима и чини их отпорним на истезање. Услед ових дефеката кожа и зглобови су претерано растегљиви (хиперекстензија), ране отежано зарастају (у процесу зарастања рана неопходна је контракција њених ивица), кожа је јако осетљива и лако се повређује.
Јављају се и поремећаји унутрашњих органа: срца, крвних судова, црева, великих зглобова...

## Подела
До сада је откривено 10 типова.
Типови I-IV, VII, VIII се наслеђују аутозомно-доминантно, типови V, IX, X се наслеђују X-хромозом рецесивно, а тип VI аутозомно-рецесивно. 
Типови се разликују по тежини симптома.
Тип I је класична форма са тешким симптомима. Типови II и III протичу лакше.

## Поремећаји
Илос-Данлоов синдром тип IV узрокује дефект у колагену типа III. Овај ти колагена се налази у унутрашњим органима: крвни судови, материца, црево... тако да су ови органи првенствено погођени. Кожа и зглобови су код овог типа нормално растегљиви. Иначе узрок Илос-Данлоовог синдрома тип IV је мутација гена, на хромозому 2 локус q31.
Типови VI и IX изазивају дефект ензима лизин хидроксилаза (ензим је битан за повезивање колагених влакана). Тегобе се манифестују на кожи и зглобовима, који су претерано растегљиви. Узрок је мутација на хромозому 5.

## Симптоми
- Кожа је мекана и танка, лако се помера, и растеже. Када се кожа уштипне у виду фалте и пусти, одмах се враћа и првобитни положај, као да је од гуме. Такође повреде на кожи настају врло лако. Ожиљци су претежно атрофични.
- Зглобови су такође претерано растегљиви. Пацијенти могу изводити врло лако разне акробатске фигуре нпр. дотакнути језиком нос, истезати прсте до полеђине шаке...
- Остали симптоми: киле (хернија), анеуризма аорте, ишчашење кука, дивертикулуми бешике и црева...

## Сличне болести
- Марфанов синдром
- Остеогенезис имперфекта